# Donnersberg
Donnersberg (latinsky Mons Jovis, francouzsky Mont Tonnerre) je horský masiv v Severofalcké vysočině v Německu. Leží nedaleko města Rockenhausen (spolková země Porýní-Falc), má rozlohu 24 km² a jeho nejvyšším vrcholem je Königsstuhl (687 m n. m.)
Hora vznikla jako sopečný dóm v období permu, převládající horninou je ryolit. Je porostlá listnatým lesem, v němž převažuje buk, vyskytuje se zde i v Německu neobvyklý kaštanovník setý. Na úbočí pramení Mordkammerbach, který je přítokem Appelbachu.
Název znamená Hromová hora a místo bylo spjato s kultem boha hromovládce: u Keltů Taranis, u Římanů Jupiter, u Germánů Thór. Keltové zde postavili oppidum, ve středověku vyrostlo v okolí pět hradů (Tannenfels, Wildenstein, Hohenfels, Falkenstein a Ruppertsecken) a paulinský klášter sv. Jakuba. V roce 1865 byla vybudována rozhledna Ludwigsturm a v roce 1880 Orlí oblouk, připomínající vítězství v prusko-francouzské válce. Po druhé světové válce zde vznikl rozhlasový vysílač, určený původně pro americké vojáky sloužící v SRN.
Donnersberg je využíván také k rekreaci (cyklistika, lyžování, paragliding).